# Вонго
Во́нго (лат. Ningaui ridei) — вид из рода Нинго (Ningaui) семейства хищных сумчатых. Эндемик Австралии.

## Распространение
Обитает в засушливой зоне австралийских штатов Западная Австралия, Южная Австралия, Квинсленд, а также Северной территории. Естественная среда обитания — дюны, луга, покрытые спинифексом (растениями рода лат. Triodia), эвкалиптовые леса, а также открытые местности, покрытые кустарником.

## Внешний вид
Небольшие хищники. Длина тела колеблется от 60 до 70 мм, хвоста — от 60 до 70 мм. Масса — 6,5-10 г. По размерам меньше домовой мыши. Окраска волосяного покрова на спине сероватая, брюхо более светлого цвета. Морда удлинённая. Хвост полухватательный. Лапы укороченные.

## Образ жизни
Ведут наземный образ жизни, хотя с лёгкостью могут лазить по листьям спинифекса. Активность приходится на ночь, день проводится под укрытием спинифекса, под стволами упавших деревьев или в неглубоких норах. Рацион разнообразен, включает в себя насекомых, мелких позвоночных, растения.

## Размножение
Период размножения длится с начала сентября по конец февраля (весна-лето). Беременность короткая, длится в среднем 14 дней. В потомстве 5-6 детёнышей. Мать кормит молодняк молоком примерно 90 дней. Масса при рождении — всего 0,005 г. Половая зрелость наступает примерно через 365 дней. Максимальная продолжительность жизни неизвестна, предположительно составляет около 2 лет.